# National Bank Open 2022
National Bank Open 2022 — тенісний турнір, що проходив на кортах з твердим покриттям у місті Монреаль, Канада з 8 серпня. Належав до категорій ATP Masters 1000 та Тур WTA 1000, був турніром серії Мастерс Канада 2022 року.

## Фінальна частина

### Чоловіки, одиночний розряд
Пабло Карреньо Буста —  Губерт Гуркач 3–6, 6–3, 6–3

### Жінки, одиночний розряд
Сімона Халеп —  Беатріс Аддад Мая 6–3, 2–6, 6–3

### Чоловіки, парний розряд
Веслі Колгоф /  Ніл Скупскі —  Ден Еванс /  Джон Пірс (тенісист) 6–2, 4–6, [10–6]

### Жінки, парний розряд
Коко Гофф /  Джессіка Пегула —  Ніколь Меліхар /  Еллен Перес 6–4, 6–7(5–7), [10–5]